# Scotorythra trachyopis
Scotorythra trachyopis är en fjärilsart som beskrevs av Edward Meyrick 1899. Scotorythra trachyopis ingår i släktet Scotorythra och familjen mätare. Inga underarter finns listade.